# Franciszek Kujawa
Franciszek Kujawa, ps. Adam, Zbieg, Kazimierz, Zygmunt, Adam Kuczyński (ur. 6 października 1892 w Cedrowicach w powiecie łęczyckim, zm. 30 marca 1963 w Łodzi) – działacz SDKPiL, KPP, PPR i PZPR, instruktor przy Sekretariacie Komitetu Centralnego (KC) KPP, II sekretarz Komitetu Obowodowego KPP Zagłębia Dąbrowskiego.

## Życiorys
Syn Wincentego i Antoniny. Nie chodził do szkoły; był samoukiem. Z zawodu tkacz. Od 1917 członek SDKPiL, a od 1918 KPRP/KPP. Pod koniec 1918 współorganizował Rady Delegatów Robotniczych i Klasowy Związek Włókniarzy w Ozorkowie. W 1919 pracował w Związku Spółdzielczym w Warszawie. W 1921 był przewodniczącym Komitetu Strajkowego w Ozorkowie. 1922–1928 więziony za działalność komunistyczną. Po zwolnieniu był sekretarzem komitetu Dzielnicy Górnej KPP w Łodzi. 1929–1930 przebywał w ZSRR na kursach partyjnych. Po powrocie został II sekretarzem Komitetu Obwodowego KPP Zagłębia Dąbrowskiego. 1931–1935 ponownie więziony. 1935–1936 w Moskwie, gdzie m.in. brał udział w VII Kongresie Kominternu. 1936–1937 instruktor przy Sekretariacie KC KPP. W 1937 uczestnik V Plenum KC KPP. W październiku 1937 współorganizował strajk włókniarzy w Ozorkowie. 1940–1941 przebywał w ZSRR najpierw jako robotnik, potem pracownik sowieckiego aparatu władzy w Mińsku i Białymstoku. Od 1944 członek PPR. Pełnomocnik PKWN i Rządu Tymczasowego i organizator terenowych struktur władzy komunistycznej w powiatach Wysokie Mazowieckie i Kutno. Od 1946 pracownik Komitetu Wojewódzkiego PPR w Łodzi i członek Komitetu Powiatowego PPR w Ozorkowie. 1947–1950 kierownik personalny Państwowych Zakładów Przemysłu Bawełnianego w Zgierzu i Ozorkowie. Radny Wojewódzkiej i Powiatowej Rady Narodowej. 1950–1954 kierownik administracyjny Państwowej Spółdzielni Spożywców. 1954–1957 kierownik personalny Państwowych Zakładów Przemysłu Bawełnianego w Ozorkowie.

## Ordery i odznaczenia
- Order Sztandaru Pracy I klasy (28 kwietnia 1955)[1]
- Order Odrodzenia Polski
- Złoty Krzyż Zasługi (15 lutego 1946)[2]